# 조동희 (조선귀족)
조동희(趙同熙, 1856년 8월 4일 ~ 1934년 5월 26일)는 조선 말기의 정치인이자 일제강점기의 조선귀족으로, 자는 유선(有先), 본관은 양주이다.

## 생애
한성부 출신이다. 고종 옹위에 중요한 역할을 하고 영의정을 지낸 조두순의 손자로, 원래 조병섭의 아들이었으나 조병집에게 입양되었다. 조선총독부 중추원 참의를 지낸 형 조영희를 통해 이완용과는 사돈 관계이다.
1876년 과거에 급제하여 도승지와 호조참판, 공조참판 등의 고위 벼슬을 지냈다.
1905년 농상공부대신에 올랐고, 1910년에는 한일 병합 조약 체결에 협조한 공으로 일본으로부터 남작 작위를 받았다가 추후 박탈당했다.
2002년 발표된 친일파 708인 명단, 2008년 민족문제연구소에서 친일인명사전에 수록하기 위해 정리한 친일인명사전 수록예정자 명단, 2009년 친일반민족행위진상규명위원회가 발표한 친일반민족행위 705인 명단에 그의 작위를 습작 받은 아들 조중헌과 함께 선정되었다. 세 명단에는 형 조영희도 포함되어 있다.

## 가족 관계
- 친조부 : 조두순(趙斗淳)
  - 친부 : 조병섭(趙秉燮)
  - 양부 : 조병집(趙秉集)
    - 형님 : 조영희(趙英熙)
      - 아들 : 조중헌(趙重獻)

## 같이 보기
- 조영희

## 참고자료
- 조동희(趙同熙) - 한국학중앙연구원